# オルビア
オルビア（イタリア語: Olbia ( 音声ファイル)）は、イタリア共和国のサルデーニャ島北東部に位置する都市で、その周辺地域を含む人口約61,000人の基礎自治体（コムーネ）。
テンピオ・パウザーニアとともにオルビア＝テンピオ県の県都であった。また、中世のガッルーラ国 (en:Giudicato of Gallura) の首都であった。 

## 名称
イタリア語以外では以下の名称を持つ。
- サルデーニャ語: Terranoa
- ガッルーラ方言 (en) : Tarranoa

## 地理

### 位置・広がり
島の北部に位置する。オルビアは東海岸の中央部に位置し、サッサリの東北東約82km、アジャクシオの東南東約128km、州都カリャリの北約192km、首都ローマの南南西約270kmに位置する。

#### 隣接コムーネ
- アラ・デイ・サルディ
- アルツァケーナ
- ゴルフォ・アランチ
- ローイリ・ポルト・サン・パーオロ
- モンティ
- パドル
- サンタントーニオ・ディ・ガッルーラ
- テルティ

## 行政

### 行政区画

#### 分離集落
オルビアには以下の分離集落（フラツィオーネ）がある。
- Berchiddeddu, Murta Maria, Pittulongu, Porto Istana, Porto Rotondo, Rudalza, San Pantaleo, Tavolara

## 観光
旅行者はこの町を訪れる、そこには美しいビーチが数多くある。
ぜひ見ておきたいものの一つは、おおよそ1100年頃にできた聖シンプリチョ教会である。